# Reprezentacja Ukrainy w baseballu mężczyzn
Reprezentacja Ukrainy w baseballu mężczyzn – męski zespół, biorący udział w imieniu Ukrainy w meczach i sportowych imprezach międzynarodowych w baseballu, powoływany przez selekcjonera, w którym mogą występować wyłącznie zawodnicy posiadający obywatelstwo ukraińskie. Za jej funkcjonowanie odpowiedzialny jest Ukraiński Związek Baseballu i Softballu (FBSU), który jest członkiem Światowej Konfederacji Baseballu i Softballu (WBSC).

## Historia
Swój pierwszy oficjalny mecz reprezentacja Ukrainy rozegrała w 1994 roku w mistrzostwach Europy dywizji B w Słowenii. Po przegraniu pierwszego meczu wygrała kolejne 3 mecze w grupie oraz półfinał z Chorwacją i finał z gospodarzami turnieju zajmując pierwsze miejsce i zdobywając awans do dywizji A. W 1995 osiągnęła najlepszy wynik - końcowa 9 lokata w dywizji A.

## Udział w turniejach międzynarodowych

### Igrzyska olimpijskie
Ukraińscy zawodnicy baseballu nie uczestniczyli w letnich igrzyskach olimpijskich.
| Udział w igrzyskach olimpijskich | Udział w igrzyskach olimpijskich | Udział w igrzyskach olimpijskich | Udział w igrzyskach olimpijskich | Udział w igrzyskach olimpijskich | Udział w igrzyskach olimpijskich | Udział w igrzyskach olimpijskich |
| Rok                              | Złoto                            | Srebro                           | Brąz                             | Razem                            | Miejsce                          |                                  |
| -------------------------------- | -------------------------------- | -------------------------------- | -------------------------------- | -------------------------------- | -------------------------------- | -------------------------------- |
| Szwecja                          | 1912                             | Nie uczestniczyła                | Nie uczestniczyła                | Nie uczestniczyła                | Nie uczestniczyła                | Nie uczestniczyła                |
| III Rzesza                       | 1936                             | Nie uczestniczyła                | Nie uczestniczyła                | Nie uczestniczyła                | Nie uczestniczyła                | Nie uczestniczyła                |
| Finlandia                        | 1952                             | W składzie ZSRR                  | W składzie ZSRR                  | W składzie ZSRR                  | W składzie ZSRR                  |                                  |
| Australia                        | 1956                             | W składzie ZSRR                  | W składzie ZSRR                  | W składzie ZSRR                  | W składzie ZSRR                  |                                  |
| Japonia                          | 1964                             | W składzie ZSRR                  | W składzie ZSRR                  | W składzie ZSRR                  | W składzie ZSRR                  |                                  |
| Stany Zjednoczone                | 1984                             | W składzie ZSRR                  | W składzie ZSRR                  | W składzie ZSRR                  | W składzie ZSRR                  |                                  |
| Korea Południowa                 | 1988                             | W składzie ZSRR                  | W składzie ZSRR                  | W składzie ZSRR                  | W składzie ZSRR                  |                                  |
| Hiszpania                        | 1992                             | W składzie ZSRR                  | W składzie ZSRR                  | W składzie ZSRR                  | W składzie ZSRR                  |                                  |
| Stany Zjednoczone                | 1996                             | Nie zakwalifikowała się          | Nie zakwalifikowała się          | Nie zakwalifikowała się          | Nie zakwalifikowała się          | Nie zakwalifikowała się          |
| Australia                        | 2000                             | Nie zakwalifikowała się          | Nie zakwalifikowała się          | Nie zakwalifikowała się          | Nie zakwalifikowała się          | Nie zakwalifikowała się          |
| Grecja                           | 2004                             | Nie zakwalifikowała się          | Nie zakwalifikowała się          | Nie zakwalifikowała się          | Nie zakwalifikowała się          | Nie zakwalifikowała się          |
|                                  | 2008                             | Nie zakwalifikowała się          | Nie zakwalifikowała się          | Nie zakwalifikowała się          | Nie zakwalifikowała się          | Nie zakwalifikowała się          |

Uwaga:
Czcionką kursywą oznaczone zawody w których była dyscypliną pokazową - bez przyznawania tytułów i medali.

### Mistrzostwa świata
Reprezentacja Ukrainy nigdy nie zakwalifikowała się na turniej World Baseball Classic, inaczej zwanym mistrzostwami świata.
| Udział w mistrzostwach świata | Udział w mistrzostwach świata | Udział w mistrzostwach świata |
| Rok                           | Miejsce                       |                               |
| ----------------------------- | ----------------------------- | ----------------------------- |
| 2006                          | Nie zakwalifikowała się       |                               |
| 2009                          | Nie zakwalifikowała się       |                               |
| 2013                          | Nie zakwalifikowała się       |                               |
| 2017                          | Nie zakwalifikowała się       |                               |

### Intercontinental Cup
Ukraina nigdy nie uczestniczyła w Intercontinental Cup.
| Udział w Intercontinental Cup | Udział w Intercontinental Cup | Udział w Intercontinental Cup |
| Rok                           | Miejsce                       |                               |
| ----------------------------- | ----------------------------- | ----------------------------- |
| 1973                          | W składzie ZSRR               |                               |
| 1975                          | W składzie ZSRR               |                               |
| 1977                          | W składzie ZSRR               |                               |
| 1979                          | W składzie ZSRR               |                               |
| 1981                          | W składzie ZSRR               |                               |
| 1983                          | W składzie ZSRR               |                               |
| 1985                          | W składzie ZSRR               |                               |
| 1987                          | W składzie ZSRR               |                               |
| 1989                          | W składzie ZSRR               |                               |
| 1991                          | W składzie ZSRR               |                               |
| 1993                          | Nie uczestniczyła             |                               |
| 1995                          | Nie uczestniczyła             |                               |
| 1997                          | Nie uczestniczyła             |                               |
| 1999                          | Nie uczestniczyła             |                               |
| 2002                          | Nie uczestniczyła             |                               |
| 2006                          | Nie uczestniczyła             |                               |
| 2010                          | Nie uczestniczyła             |                               |

### Mistrzostwa Europy
Reprezentacja Ukrainy uczestniczy nieprzerwanie od XXIV edycji Mistrzostw Europy, czyli od 1995 roku. Wcześniej ukraińscy sportowcy występowali w składzie ZSRR. Ukraina występuje w Dywizji B. Najlepszymi mistrzostwami w wykonaniu Ukraińców były mistrzostwa Europy w Holandii z 1995 roku. Wcześniej w 1994 zajęli pierwsze miejsce w Dywizji B, a w 1995 debiutowali w Dywizji A, gdzie zajęli przedostatnie 9.miejsce.
| Udział w mistrzostwach Europy | Udział w mistrzostwach Europy | Udział w mistrzostwach Europy |
| Rok                           | Miejsce                       |                               |
| ----------------------------- | ----------------------------- | ----------------------------- |
| 1954                          | W składzie ZSRR               |                               |
| 1955                          | W składzie ZSRR               |                               |
| 1956                          | W składzie ZSRR               |                               |
| 1957                          | W składzie ZSRR               |                               |
| 1958                          | W składzie ZSRR               |                               |
| 1960                          | W składzie ZSRR               |                               |
| 1962                          | W składzie ZSRR               |                               |
| 1964                          | W składzie ZSRR               |                               |
| 1965                          | W składzie ZSRR               |                               |
| 1967                          | W składzie ZSRR               |                               |
| 1969                          | W składzie ZSRR               |                               |
| 1971                          | W składzie ZSRR               |                               |
| 1973                          | W składzie ZSRR               |                               |
| 1975                          | W składzie ZSRR               |                               |
| 1977                          | W składzie ZSRR               |                               |
| 1979                          | W składzie ZSRR               |                               |
| 1981                          | W składzie ZSRR               |                               |
| 1983                          | W składzie ZSRR               |                               |
| 1985                          | W składzie ZSRR               |                               |
| 1987                          | W składzie ZSRR               |                               |
| 1989                          | W składzie ZSRR               |                               |
| 1991                          | W składzie ZSRR               |                               |
| 1993                          | Nie uczestniczyła             |                               |
| 1995                          | 9. miejsce                    |                               |
| 1997                          | 11. miejsce - ↓ do B          |                               |
| 1999                          | Nie zakwalifikowała się       |                               |
| 2001                          | 11. miejsce - ↓ do B          |                               |
| 2003                          | Nie zakwalifikowała się       |                               |
| 2005                          | 10. miejsce                   |                               |
| 2007                          | 9. miejsce - ↓ do B           |                               |
| 2010                          | 11. miejsce - ↓ do B          |                               |
| 2012                          | Nie zakwalifikowała się       |                               |
| / 2014                        | Nie zakwalifikowała się       |                               |
| 2016                          | Nie zakwalifikowała się       |                               |